# 강민철 (트레이너)
강민철 (姜旼澈, 1979년 2월 18일)은 NC 다이노스의 트레이닝 코치이다.

## 출신 학교
- 대광공업고등학교
- 동명대학교

## 경력 사항
- 2002~2007 롯데 자이언츠 트레이너
- 2006 도하 아시아게임 야구대표팀 트레이너
- 2007~2008 GS 칼텍스 배구단 트레이너
- 2008~1010 대한항공 점보스 배구단 트레이너
- 2011~현재 NC 다이노스 트레이닝 코치

1. 1 2  키움 히어로즈 양도. 김휘집 ↔ 1라운드, 3라운드 지명권